# Crocomela tripunctata
Crocomela tripunctata är en fjärilsart som beskrevs av Druce 1885. Crocomela tripunctata ingår i släktet Crocomela och familjen björnspinnare. Inga underarter finns listade i Catalogue of Life.